# John Aston (calciatore 1921)
John Aston, noto come John Aston, Sr. (Prestwich, 3 settembre 1921 – Manchester, 31 luglio 2003), è stato un calciatore inglese, di ruolo difensore o attaccante.
Giocò per tutta la carriera da professionista nel Manchester Utd e che partecipò con la maglia della Nazionale inglese al Campionato mondiale di calcio 1950 tenutosi in Brasile.
L'appellattivo senior viene usato per distinguerlo dal figlio, John Aston junior, anch'egli giocatore dello United negli anni sessanta.

## Caratteristiche tecniche
Alto e fisicamente ben piazzato, Aston si distingueva per saper giocare la palla con entrambi i piedi, una buona capacità di sbrogliare le situazioni pericolose in fase difensiva e una chiara visione di gioco. La sua forma fisica, mantenuta nel corso degli anni fino alla malattia che lo costrinse al ritiro, gli dava sia resistenza che forza, a cui egli univa una buona velocità e una discreta tecnica solitamente non diffusa nei giocatori con un fisico come il suo. Grazie a queste peculiarità, Aston cambiò spesso ruolo nella sua carriera: iniziò infatti come ala offensiva, venendo poi spostato a centrocampo prima e come laterale difensivo poi. Nella stagione 1950-1951 venne spostato come attaccante centrale al posto dell'infortunato Jack Rowley, dimostrando anche capacità realizzative mettendo a segno 15 reti in 22 partite e confermando la sua duttilità tattica.

## Carriera

### Club
Nativo di Prestwich, nella contea di Greater Manchester, Aston iniziò a giocare a calcio nella squadra della sua scuola, la Ravensbury Street School e successivamente nella squadra della Chiesa Metodista di Clayton. All'età di 15 anni firmò un contratto da amatore con il Manchester United, giocando dal 1937 al 1939 con i Mujacs (acronimo del Manchester United Junior Athletic Club): proprio nel dicembre 1939 firmò il suo primo contratto da professionista.
La sua carriera venne interrotta dallo scoppio della Seconda guerra mondiale: durante la stessa, Aston si arruolò nei Commando della Marina Militare e fu mandato in missione in Medio Oriente. Alla fine del conflitto, rientrato in patria, tornò nelle file dello United con il quale esordì in campionato (dopo ben sette anni dalla firma come professionista) il 18 settembre 1946, nel pareggio per 1-1 contro il Chelsea. Nella stagione d'esordio e in quella successiva lo United guidato da Matt Busby finì secondo per due volte consecutive, rispettivamente dietro Liverpool e Arsenal. In quest'ultima, la sua seconda stagione da titolare, Aston riuscì a vincere con i Red Devils la FA Cup, sconfiggendo per 4-2 il Blackpool nella finale giocata a Wembley. Nel campionato 1948-1949 il Manchester finì ancora una volta secondo, questa volta dietro il Portsmouth: Aston ricevette un'offerta per giocare in Sudamerica, ma rifiutò. Dopo il quarto posto ottenuto nella stagione 1949-1950 e un nuovo secondo posto nel 1950-1951 dietro il Tottenham, giunse finalmente la vittoria in campionato nel 1951-1952. La stagione successiva alla vittoria fu di tono minore, dato che lo United finì solo all'ottavo posto: durante il 1954, gli venne diagnosticata la tubercolosi, che di fatto mise fine alla sua carriera da professionista all'età di 32 anni e dopo 8 stagioni giocate ad alti livelli: con la maglia del Manchester Aston segnò complessivamente 30 reti in 284 presenze.

### Nazionale
Le buone prestazioni con il club valsero ad Aston la convocazione con l'Inghilterra B, il 19 maggio 1948 nella vittoria per 5-1 a Bellinzona contro la Svizzera B e successivamente l'esordio con la Nazionale maggiore il 26 settembre 1948 contro la Danimarca, partita pareggiata 0-0 a Copenaghen. Dopo numerose presenze da titolare venne convocato per il Campionato mondiale di calcio del 1950 giocatosi in Brasile, nel quale scese in campo nella vittoria contro il Cile e nella sconfitta con gli Stati Uniti. I vari spostamenti a cui Busby lo sottopose (e a cui rispose in maniera egregia) gli costarono però il posto in Nazionale: difatti, mentre nel club Aston giocò per un periodo come attaccante, il CT Walter Winterbottom non lo convocò in quanto lo considerava esclusivamente un difensore. In totale, Aston giocò 17 partite con la Nazionale sempre nel ruolo di difensore, senza segnare alcuna rete.

## Dopo il ritiro
Dopo il ritiro, giocò una partita di addio al calcio nel 1956 insieme ai vecchi compagni dello United. Successivamente al Disastro aereo di Monaco di Baviera, tornò allo United come allenatore dei giovani, finché un problema al ginocchio non lo costrinse a dedicarsi esclusivamente alla ricerca di giovani talenti a partire dal 1969, sotto il manager Wilf McGuinness. Rimase a capo degli scout fino al 1972, anno in cui venne licenziato in seguito all'esonero del successore di McGuinness, Frank O'Farrell. Dopo di ciò fece l'osservatore per alcuni club minori, come il Luton Town e il Birmingham City prima di ritirarsi definitivamente dal mondo del calcio. Insieme al figlio lavorò nel mercato del cibo per animali, fino alla morte sopraggiunta il 31 luglio 2003 all'età di 81 anni.

## Statistiche

### Presenze e reti nei club
| Stagione  | Squadra           | Campionato | Campionato | Campionato | Coppe nazionali | Coppe nazionali | Coppe nazionali | Altre presenze | Altre presenze | Totale | Totale |
| Stagione  | Squadra           | Comp       | Pres       | Reti       | Comp            | Pres            | Reti            | Pres           | Reti           | Pres   | Reti   |
| --------- | ----------------- | ---------- | ---------- | ---------- | --------------- | --------------- | --------------- | -------------- | -------------- | ------ | ------ |
| 1946-1947 | Manchester United | FD         | 21         | 0          | FA              | 2               | 0               | -              | -              | 23     | 0      |
| 1947-1948 | Manchester United | FD         | 42         | 0          | FA              | 6               | 0               | -              | -              | 48     | 0      |
| 1948-1949 | Manchester United | FD         | 39         | 0          | FA              | 8               | 0               | 1              | 0              | 48     | 0      |
| 1949-1950 | Manchester United | FD         | 40         | 0          | FA              | 5               | 0               | -              | -              | 45     | 0      |
| 1950-1951 | Manchester United | FD         | 41         | 15         | FA              | 4               | 1               | -              | -              | 45     | 16     |
| 1951-1952 | Manchester United | FD         | 18         | 4          | FA              | 0               | 0               | -              | -              | 18     | 4      |
| 1952-1953 | Manchester United | FD         | 40         | 8          | FA              | 4               | 0               | 1              | 0              | 45     | 8      |
| 1953-1954 | Manchester United | FD         | 12         | 2          | FA              | 0               | 0               | -              | -              | 12     | 2      |
| Totale    | Totale            | Totale     | 253        | 29         |                 | 29              | 1               | 2              | 0              | 284    | 30     |

### Cronologia presenze e reti in nazionale
| Cronologia completa delle presenze e delle reti in nazionale ― Inghilterra | Cronologia completa delle presenze e delle reti in nazionale ― Inghilterra | Cronologia completa delle presenze e delle reti in nazionale ― Inghilterra | Cronologia completa delle presenze e delle reti in nazionale ― Inghilterra | Cronologia completa delle presenze e delle reti in nazionale ― Inghilterra | Cronologia completa delle presenze e delle reti in nazionale ― Inghilterra | Cronologia completa delle presenze e delle reti in nazionale ― Inghilterra | Cronologia completa delle presenze e delle reti in nazionale ― Inghilterra |
| Data                                                                       | Città                                                                      | In casa                                                                    | Risultato                                                                  | Ospiti                                                                     | Competizione                                                               | Reti                                                                       | Note                                                                       |
| -------------------------------------------------------------------------- | -------------------------------------------------------------------------- | -------------------------------------------------------------------------- | -------------------------------------------------------------------------- | -------------------------------------------------------------------------- | -------------------------------------------------------------------------- | -------------------------------------------------------------------------- | -------------------------------------------------------------------------- |
| 26-9-1948                                                                  | Copenaghen                                                                 | Danimarca                                                                  | 0 – 0                                                                      | Inghilterra                                                                | Amichevole                                                                 | -                                                                          |                                                                            |
| 18-11-1948                                                                 | Birmingham                                                                 | Inghilterra                                                                | 1 – 0                                                                      | Galles                                                                     | Torneo Interbritannico                                                     | -                                                                          |                                                                            |
| 2-12-1948                                                                  | Londra                                                                     | Inghilterra                                                                | 6 – 0                                                                      | Svizzera                                                                   | Amichevole                                                                 | -                                                                          |                                                                            |
| 9-4-1949                                                                   | Londra                                                                     | Inghilterra                                                                | 1 – 3                                                                      | Scozia                                                                     | Torneo Interbritannico                                                     | -                                                                          |                                                                            |
| 13-5-1949                                                                  | Stoccolma                                                                  | Svezia                                                                     | 3 – 1                                                                      | Inghilterra                                                                | Amichevole                                                                 | -                                                                          |                                                                            |
| 18-5-1949                                                                  | Oslo                                                                       | Norvegia                                                                   | 1 – 4                                                                      | Inghilterra                                                                | Amichevole                                                                 | -                                                                          |                                                                            |
| 22-5-1949                                                                  | Colombes                                                                   | Francia                                                                    | 1 – 3                                                                      | Inghilterra                                                                | Amichevole                                                                 | -                                                                          |                                                                            |
| 21-9-1949                                                                  | Liverpool                                                                  | Inghilterra                                                                | 0 – 2                                                                      | Irlanda                                                                    | Amichevole                                                                 | -                                                                          |                                                                            |
| 15-10-1949                                                                 | Cardiff                                                                    | Galles                                                                     | 1 – 4                                                                      | Inghilterra                                                                | Qual. Mondiali 1950                                                        | -                                                                          |                                                                            |
| 16-11-1949                                                                 | Manchester                                                                 | Inghilterra                                                                | 9 – 2                                                                      | Irlanda                                                                    | Qual. Mondiali 1950                                                        | -                                                                          |                                                                            |
| 30-11-1949                                                                 | Londra                                                                     | Inghilterra                                                                | 2 – 0                                                                      | Italia                                                                     | Amichevole                                                                 | -                                                                          |                                                                            |
| 15-4-1950                                                                  | Glasgow                                                                    | Scozia                                                                     | 0 – 1                                                                      | Inghilterra                                                                | Qual. Mondiali 1950                                                        | -                                                                          |                                                                            |
| 14-5-1950                                                                  | Lisbona                                                                    | Portogallo                                                                 | 3 – 5                                                                      | Inghilterra                                                                | Amichevole                                                                 | -                                                                          |                                                                            |
| 18-5-1950                                                                  | Bruxelles                                                                  | Belgio                                                                     | 1 – 4                                                                      | Inghilterra                                                                | Amichevole                                                                 | -                                                                          |                                                                            |
| 25-6-1950                                                                  | Rio de Janeiro                                                             | Inghilterra                                                                | 2 – 0                                                                      | Cile                                                                       | Mondiali 1950 - 1º turno                                                   | -                                                                          |                                                                            |
| 29-6-1950                                                                  | Belo Horizonte                                                             | Inghilterra                                                                | 0 – 1                                                                      | Stati Uniti                                                                | Mondiali 1950 - 1º turno                                                   | -                                                                          |                                                                            |
| 7-10-1950                                                                  | Belfast                                                                    | Irlanda del Nord                                                           | 1 – 4                                                                      | Inghilterra                                                                | Torneo Interbritannico                                                     | -                                                                          |                                                                            |
| Totale                                                                     |                                                                            | Presenze                                                                   | 17                                                                         |                                                                            | Reti                                                                       | 0                                                                          |                                                                            |

## Palmarès

### Club
- Campionato inglese: 1

Manchester United: 1951-1952
- Coppa d'Inghilterra: 1

Manchester United: 1947-1948
- Charity Shield: 1

Manchester United: 1952